# Eccritotarsina
Los eccritotarsinos, o Eccritotarsina, son una subtribu de hemípteros heterópteros de la familia Miridae.

## Géneros
- Adneella - Aguayomiris - Amapafurius - Ambunticoris - Anthropophagiotes - Aspidobothrys - Aztecariella - Aztecarina - Bothrophorella - Bromeliaemiris - Bryocorella - Bryocorellisca - Bugabacoris - Bunsua - Carinimiris - Caulotops - Clypeocoris - Coleopteromiris - Crassiembolius - Cubanocoris - Cuneomiris - Cyclidolon - Cyrtocapsus - Dichroocoris - Diocleroides - Dioclerus - Domingomiris - Duducoris - Eccritotarsus - Emboliocoris - Englemania - Eofurius - Ernestinus - Esalquinus - Eurychilella - Eurychiloides - Eurycipitia - Frontimiris - Gressittiana - Grossicoris - Guaramiris - Gunadhya - Halticotoma - Harpedona - Hemisphaerocoris - Hesperolabops - Heterocoris - Jessopocoris - Knightiola - Knightocoris - Kunungua - Lopidolon - Mala - Mecolaemus - Mercedesina - Meridatibius - Mertila - Metafurius - Michailocoris - Microbryocoris - Monalocoropsis - Myiocapsus - Nabirecoris - Neella - Neocaulotops - Neofurius - Neoleucon - Neoneella - Neosilia - Notidius - Notolobus - Nototremates - Odontocerocoris - Pachymeroceroides - Pachymerocerus - Pachymerocorista - Pachyneurhymenus - Pachypoda - Palaeofurius - Panamacoris - Parafurius - Paraguayna - Paraneella - Parapycnoderes - Perissobasis - Pristoneura - Prodromus - Proneella - Pseudobryocoris - Pycnoderes - Pycnoderiella - Rhodocoris - Schaffnerisca - Sinervus - Sinevia - Sixeonotopsis - Sixeonotus - Spartacus - Stenopterocoris - Stenopterocorisca - Stictolophus - Stylopomiris - Sysinas - Taricoris - Tenthecoris - Thaumastomiris - Thomascoris - Tibiocoris - Vanstallea - Vitoriacoris - Zikaniola